# 馮應兆
馮應兆（？—1606年），字行甫，號夷田，直隶大名府南乐县人，軍籍，明朝政治人物。

## 生平
万历二十二年（1594年）甲午科順天乡试第三十九名举人，三十二年（1604年）甲辰科进士，大理寺觀政，本年授户部主事，三十四年八月卒。